# ماغي ماكدونالد (مغنية)
ماغي ماكدونالد (بالإنجليزية: Maggie Macdonald)‏ هي مُدرسة ومغنية بريطانية، ولدت في 17 نوفمبر 1952 في غلاسكو في المملكة المتحدة، وتوفيت في 26 يوليو 2016.